# Open Society Foundations
A Open Society Foundations (OSF), anteriormente Open Society Institute, é uma rede internacional de filantropia fundada pelo magnata George Soros. Ela apoia financeiramente grupos da sociedade civil em todo o mundo, com o objetivo declarado de promover a justiça, a educação, a saúde pública e a mídia independente. O nome do grupo é inspirado no livro de Karl Popper, de 1945, The Open Society and Its Enemies.

## Visão geral
A OSF possui filiais em 37 países, abrangendo um grupo de fundações regionais e de países, como a Open Society Initiative para a África Ocidental e a Open Society Initiative para a África Austral; sua sede fica na cidade de Nova York. Em 2018, a OSF anunciou que estava fechando seu escritório europeu em Budapeste e se mudando para Berlim, em resposta à legislação aprovada pelo governo húngaro, visando as atividades da fundação. Desde a sua criação em 1993, a OSF registrou gastos acima de 11 bilhões de dólares, principalmente em doações para ONGs, alinhadas com a missão da organização.

## História
Em 28 de maio de 1984, Soros assinou um contrato entre a Fundação Soros (Nova York) e a Academia Húngara de Ciências, o documento fundador da Fundação Soros em Budapeste. Isto foi seguido por várias fundações na região para ajudar os países a se afastarem do comunismo.
Em 1991, a fundação fundiu-se com a Fondation pour une Entraide Intellectuelle Européenne, afiliada do Congresso para a Liberdade Cultural, criada em 1966 para imbuir cientistas da Europa Oriental 'não-conformistas' com ideias anti-totalitárias e capitalistas.
O Open Society Institute foi criado nos Estados Unidos em 1993 para apoiar as fundações Soros na Europa Central e Oriental e na antiga União Soviética.
Em agosto de 2010, começou a usar o nome Open Society Foundations (OSF) para refletir melhor seu papel como benfeitor para grupos da sociedade civil em países ao redor do mundo.
Soros acredita que não pode haver respostas absolutas para questões políticas porque o mesmo princípio de reflexividade se aplica aos mercados financeiros.
Em 2012, Christopher Stone ingressou na OSF como o segundo presidente. Ele substituiu Aryeh Neier, que atuou como presidente de 1993 a 2012. Stone anunciou em setembro de 2017 que estava deixando o cargo de presidente. Em janeiro de 2018, Patrick Gaspard foi nomeado presidente da OSF.
Em 2016, a OSF teria sido alvo de uma violação de segurança cibernética. Documentos e informações supostamente pertencentes a organização foram publicados por um site. A violação de segurança cibernética foi descrita como compartilhando semelhanças com ataques cibernéticos vinculados à Rússia que atingiram outras instituições, como o Comitê Nacional Democrata.
Em 2017, Soros transferiu 18 bilhões de dólares para a Fundação.

## Atividades

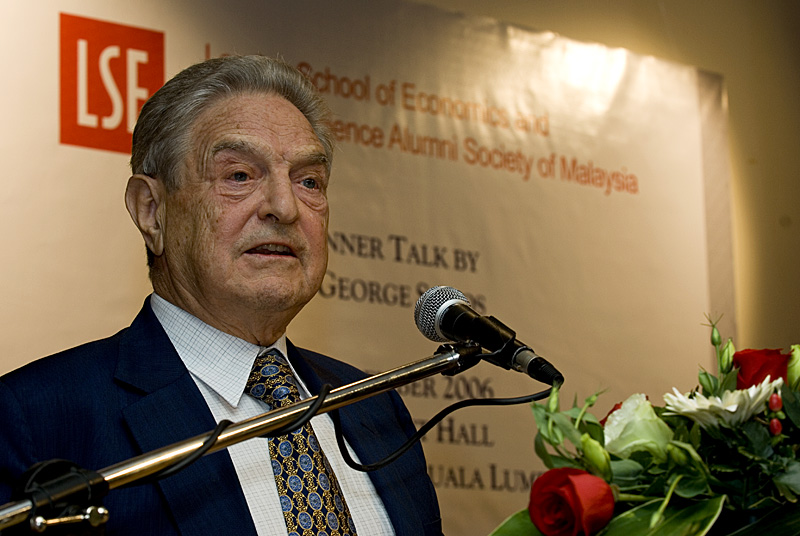
George Soros em uma palestra na Malásia

Seu orçamento de 873 milhões de dólares em 2013 foi classificado como o segundo maior orçamento de filantropia privada nos Estados Unidos, depois do orçamento da Fundação Bill e Melinda Gates, com 3,9 bilhões de dólares.
A fundação informou ter concedido pelo menos 33 milhões de dólares a organizações de direitos civis e justiça social nos Estados Unidos. Esse financiamento incluiu grupos como a Organização para Lutas Negras e Missourians Organizing for Reform and Empowerment, que apoiaram protestos após os assassinatos de Trayvon Martin, Eric Garner, Tamir Rice e Michael Brown. De acordo com o Center for Responsive Politics, a OSF gasta grande parte de seus recursos em causas democráticas em todo o mundo e também contribuiu para grupos como a Fundação Tides.
A OSF tem sido um grande apoiador financeiro da reforma da imigração dos Estados Unidos, incluindo o estabelecimento de um caminho para a cidadania dos imigrantes ilegais.
Os projetos da OSF incluíram a Campanha Nacional de Segurança e Direitos Humanos e o Lindesmith Center, que realizou pesquisas sobre a reforma das drogas.
O programa de bolsistas visitantes da Fundação Soros da Biblioteca do Congresso foi iniciado em 1990. 
Financia no Brasil ONGs como o Instituto Sou da Paz e o Fórum Brasileiro de Segurança Pública que desenvolvem seus trabalhos em torno do desarmento da população civil e em questões relativas à segurança pública no Brasil. Financia a ONG UNEafro, organização que luta pelos direitos humanos para a população negra e periférica, além de projetos que almejam "financiar a criação de lideranças políticas como Marielle Franco" , sendo Wesley Teixeira, candidato a vereador no Rio de Janeiro, a mais recente tentativa nesse sentido, através de seu funcionário, ex-presidente do Banco central, Armínio Fraga.

## Recepção e influência
Em 2007, Nicolas Guilhot (pesquisador associado do CNRS) escreveu na Critical Sociology que as Open Society Foundations servem para perpetuar instituições que reforçam a ordem social existente, como a Fundação Ford e a Fundação Rockefeller fizeram antes delas. Guilhot argumenta que o controle sobre as ciências sociais por interesses monetários despolitizou esse campo e reforçou uma visão capitalista da modernização.
Um esforço da OSF em 2008 na região dos Grandes Lagos africanos, com o objetivo de espalhar a conscientização sobre direitos humanos entre prostitutas em Uganda e outras nações da região, não foi bem recebido pelas autoridades de Uganda, que consideraram um esforço para legalizar e legitimar a prostituição.
A Open Society Foundation foi criticada em editoriais pró-Israel por incluir fundos para os grupos ativistas Adalah e I'lam, que eles dizem serem anti-Israel e que apoiam a estratégia de boicote, desinvestimento e sanções. Entre os documentos divulgados pelo DCleaks, um relatório da OSF diz: "Por várias razões, queríamos construir um portfólio diversificado de subsídios para lidar com Israel e a Palestina, financiando grupos judaicos de Israel e PCI (cidadãos palestinos de Israel), além de criar um portfólio de subsídios palestinos e, em todos os casos, para manter discrição e uma distância relativa - particularmente na frente jurídica".
Em 2015, a Rússia proibiu as atividades da OSF em seu território, declarando que "verificou-se que a atividade da OSF e da Fundação de Assistência do Instituto da Sociedade Aberta representa uma ameaça para as fundações do sistema constitucional da Federação Russa e a segurança do estado".
Em 2017, as Open Society Foundations e outras ONGs que promovem o governo aberto e ajudam os refugiados foram alvo de repressão por governos autoritários que foram encorajadospelo governo Trump. Vários políticos do leste europeu, como Liviu Dragnea na Romênia, e figuras tradicionalmente de direita, como Szilard Nemeth na Hungria e Nikola Gruevsk na Macedônia, que pediu uma "des Sorosização" da sociedade, além de Jaroslaw Kaczynski na Polônia, que disse que os grupos financiados por Soros querem "sociedades sem identidade". Alguns desses grupos financiados por Soros na região dizem que os novos ataques são uma forma de assédio e intimidação, que se tornaram mais abertos após a eleição de Donald Trump nos Estados Unidos. Stefania Kapronczay, da União Húngara de Liberdades Civis, que recebe metade de seu financiamento de fundações apoiadas por Soros, afirma que as autoridades húngaras estão "testando as águas" em um esforço para ver "com o que podem lidarr". 
Em 2017, o governo do Paquistão ordenou que a Open Society Foundation interrompesse as operações no país.
Em maio de 2018, a Open Society Foundations anunciou que mudará seu escritório de Budapeste para Berlim, em meio à interferência do governo húngaro.
Em novembro de 2018, a Open Society Foundations anunciou que está encerrando suas operações na Turquia e fechando seus escritórios em Istambul e Ancara devido a "falsas acusações e especulações além da medida", em meio à pressão do governo turco e da interferência governamental através da detenção de intelectuais e acadêmicos liberais turcos.